# Jamaica i panamerikanska spelen
Jamaica i panamerikanska spelen styrs av Jamaicas Olympiska Kommitté i de panamerikanska spelen. Nationen deltog första gången i de panamerikanska spelen 1951 i Buenos Aires.
De jamaicanska idrottarna har vunnit 122 medaljer, varav 22 guldmedaljer.